# John Taylor (pirate)
Pour les articles homonymes, voir John Taylor et Taylor.

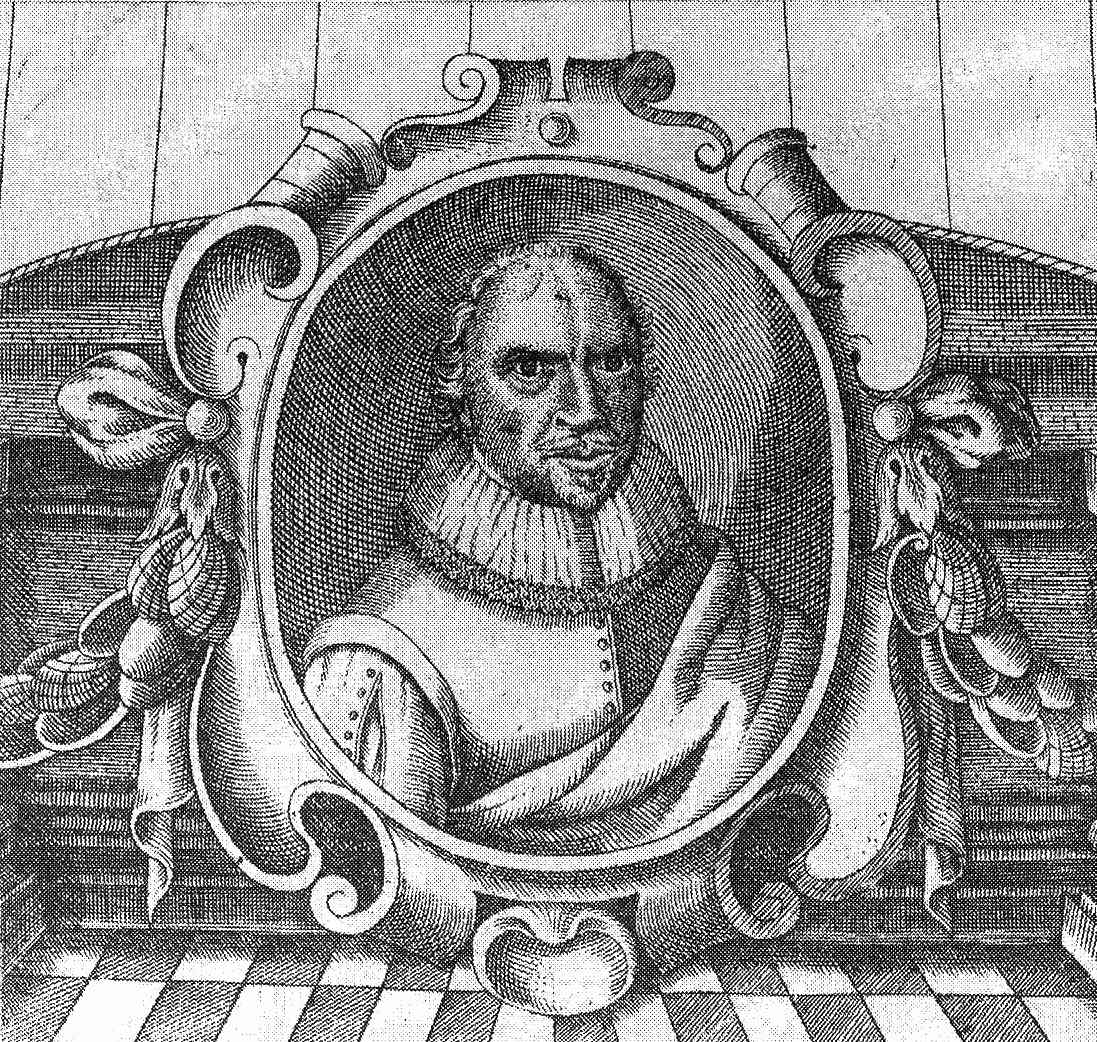

John Taylor est un pirate anglais actif dans l'océan Indien au début du XVIIIe siècle. Il est surtout connu pour deux faits d'armes, le premier étant la prise du navire anglais Cassandra avec l'aide d'Edward England lors du combat d'Anjouan en juillet 1720, le second la prise du bateau portugais La Vierge du Cap avec l'aide de La Buse lors du combat de Saint-Denis, au nord de Bourbon, en avril 1721.

## Biographie
Son histoire est très méconnu. On sait seulement qu'il a rejoint l'équipage de Edward England et est devenu son second. Il participe au combat d'Anjouan le 25 juillet 1720. Plusieurs jours après leurs victoire sur James Macrae et ses hommes, Edward England laissa l'équpage repartir à bord du Fancy. Ils atteignirent Bombay 48 jours après et Macrae se vit confier une flotte par le gouverneur de Bombay pour capturer England et son équipage. Lorsqu'il s'en rendit compte, John Taylor décida de prendre la tête de l'équipage et de déposer Edward England et 4 de ses hommes qui lui étaient restés fidèles sur l'ïle Maurice. 
A peu près au même moment, il recueille Olivier Levasseur qui avait fait naufrage sur Mayotte. Il lui donne le commandement du Victory et prend la tête du Cassandra. Ils se rendent ensemble à l'île Bourbon qu'ils atteignent en avril 1721.
Arrivé à la Réunion, ils apprennent la présence du Nossa Senhora do Cabo, La Vierge du Cap, un navire amiral portugais de 72 canons qui rentrait au Portugal après 10 ans dans les Indes. Ils l'attaquèrent et après un bref combat, ils en prirent le contrôle. 
La Buse et Taylor prennent le navire ainsi que sa cargaison en butin : rivières de diamants et pierres précieuses venant des mines de Golconde en Inde, bijoux, perles, barres d’or et d’argent, meubles, tissu, vases sacrés et autres objets de cultes précieux et la crosse d'or de Goa qui faisait 2m10 de haut et une centaine de kilos et était constellé de rubis, un trésor que les historiens estiment au maximum à cinq milliards d'euros. C'est la plus grosse prise de l'histoire de l'âge d'or de la piraterie.
Taylor prend en remorquage le vaisseau portugais et longe les côtes réunionnaises en direction de Saint-Paul, rejoint quelques jours plus tard par Olivier Levasseur. De nouveau, les pirates lancent l'offensive sur le Ville d'Ostende, qu'ils prennent sans aucun mal puisque l'équipage s'est mutiné. Puis, forts de leurs deux prises, les forbans décident de faire route vers l'Île Sainte-Marie à proximité de Madagascar. Le Ville d'Ostende les précède sous équipage de prise, mais sera repris en pleine nuit sur la route de Sainte-Marie par son ancien équipage et parviendra à Mozambique puis à Goa.
Après réparation de La Vierge du Cap, fraîchement renommée Le Victorieux et sous le commandement de « La Buse », Taylor et Levasseur repartent en chasse. Ils contournent Madagascar par le sud et prennent la Duchesse de Noailles à l'ancre, probablement en baie de Saint-Augustin. Insatisfaits par le butin, ils incendient le vaisseau alors que des dizaines d'esclaves se trouvent toujours à bord, causant ainsi la mort de ces hommes et de ces femmes. Cette attaque barbare, qui prive les jeunes colonies des Mascareignes de nombreuses denrées et d'une main-d'œuvre précieuse, provoque l'ire des colons et des autorités, qui décident après cet acte de relancer la chasse aux pirates.
Les forbans vont ensuite à Delagoa, où ils prennent le fort et emmènent l'hydrographe hollandais Jacob de Bucquoy. Ils font route vers la ville de Mozambique, espérant faire de nouvelles prises, mais sans succès. Les pirates retournent donc à leur campement vers Madagascar. 
Ils se disputent et se séparent probablement en 1724. John Taylor part avec le Cassandra dans les Antilles.